# Deania quadrispinosa
Deania quadrispinosa is een vis uit de familie van de zwelghaaien en snavelhaaien (Centrophoridae) uit de orde van de doornhaaiachtigen (Squaliformes). De vis kan een lengte bereiken van 115 centimeter. De haai leeft op een diepte van 150 tot 732 meter.
De wetenschappelijke naam van de soort werd in 1915 gepubliceerd door McCulloch.

## Leefomgeving
De soort is een zoutwatervis. De vis prefereert diep water en komt voor in de Grote, Atlantische en Indische Oceaan op dieptes tussen 150 en 970 meter.

## Relatie tot de mens
De soort is voor de visserij van beperkt commercieel belang. In de hengelsport wordt er weinig op de vis gejaagd.